# Benjamin Guedj
Pour les articles homonymes, voir Guedj.

Benjamin Guedj,  né le 30 avril 1975, est un scénariste et réalisateur français.

## Biographie
Après ses études à l'université de Provence, Benjamin Guedj débute comme scénariste avant de passer à la réalisation pour la télévision (série Déformations professionnelles). Il tourne ensuite son premier long métrage, sorti en 2014.

## Filmographie

### Comme auteur

#### Cinéma
- 1999 : Chico, notre homme à Lisbonne - court métrage - (auteur)
- 2006 : Vivre c'est mieux que mourir (Video short) (auteur consultant)
- 2009 : Cyprien (auteur)
- 2010 : Il reste du jambon ? (adaptation et dialogue)
- 2014 : Libre et assoupi (scénario - dialogue)

#### Télévision
- 2004 : Plus belle la vie : Séries TV - 3 épisodes (dialogues)
  - épisode nº 1.45 ;
  - épisode nº 1.48 ;
  - épisode nº 1.53.
- 2005 : L'homme qui voulait passer à la télé (téléfilm)
- 2009 : Déformations professionnelles (Mini-séries TV)  (auteur)

### Comme réalisateur

#### Cinéma
2014 : Libre et assoupi

#### Télévision
2009 : Déformations professionnelles (Mini-séries TV)

## Spectacles

### Auteur
- 2008 : Juste pour rire avec Florence Foresti & Friends (co-auteur)
- 2015 : Origines - One man show de Baptiste Lecaplain (co-auteur)